# Camisa limpia
Camisa limpia es una novela histórica, escrita por el chileno Guillermo Blanco y publicada en 1989.
Para su redacción se utilizaron las crónicas escritas por José Toribio Medina, que narraban el conflicto del médico judío Francisco Maldonado da Silva, quien al negarse a convertirse al catolicismo como se lo exigiera el Tribunal del Santo Oficio, fue quemado en la hoguera en 1639, luego de haber permanecido trece años en una prisión de la Inquisición en Lima.